# 팰럿

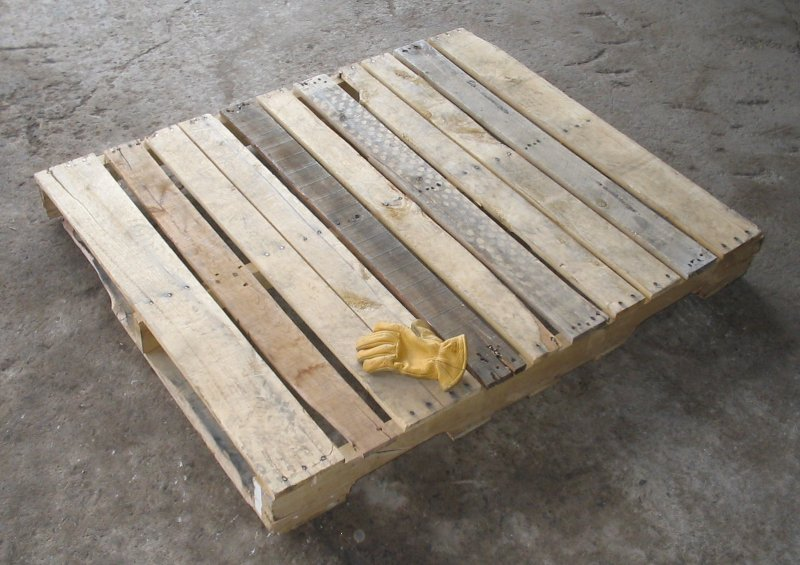

팰럿 또는 파레트(영어: pallet, skid)은 지게차 따위로 물건을 실어나를 때 물건을 안정적으로 옮기기 위해 사용하는 구조물이다. 작업 현장에서는 주로 일본식 발음인 '파렛트'(パレット, 파렛토)로 불리기도 한다.

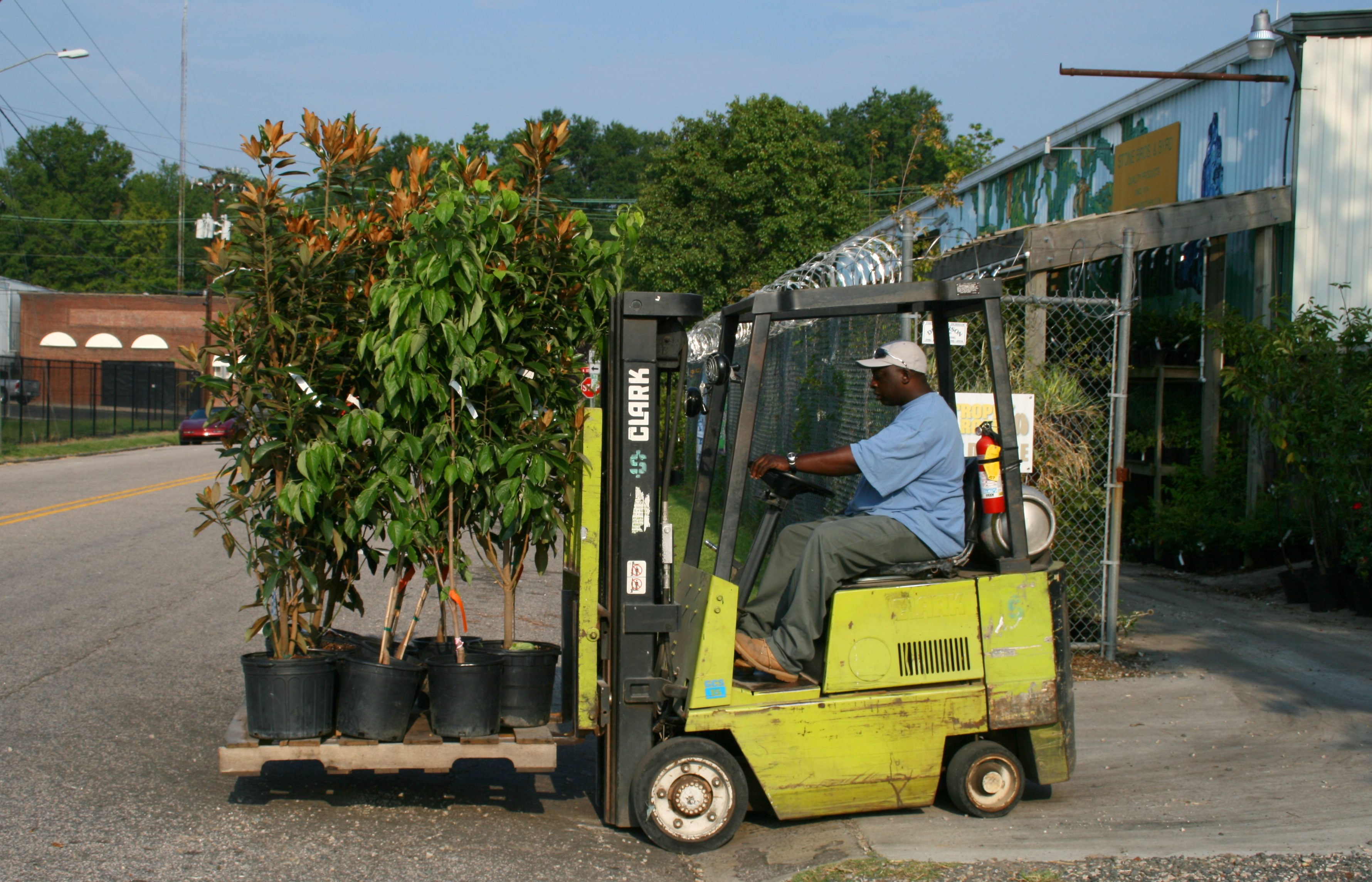
펠럿을 이용해 지게차로 물건을 옮기는 모습.

## 팰럿 표준화
2003년 ISO 6780에 의해 세계 팰럿 크기가 표준화되었다. 대한민국, 일본에서는 주로 1.1m x 1.1m x 15cm 크기의 팰럿이 사용되고, 이외에도 1.1m x 1.2m x 15cm의 비대칭 팰럿이 주로 사용된다. 미국산 전동 팔렛트 트럭(EPT/EPJ)의 경우, 포크가 길기 때문에 끝까지 넣고 들어올리면 팰럿이 부서진다.